# Bosèu
Bouzel és un municipi francès situat al departament del Puèi Domat i a la regió d'Alvèrnia-Roine-Alps. L'any 2007 tenia 687 habitants.

## Demografia

### Població
El 2007 la població de fet de Bouzel era de 687 persones. Hi havia 260 famílies de les quals 40 eren unipersonals (16 homes vivint sols i 24 dones vivint soles), 84 parelles sense fills, 120 parelles amb fills i 16 famílies monoparentals amb fills.
La població ha evolucionat segons el següent gràfic:
Habitants censats

### Habitatges
El 2007 hi havia 283 habitatges, 260 eren l'habitatge principal de la família, 6 eren segones residències i 17 estaven desocupats. 273 eren cases i 9 eren apartaments. Dels 260 habitatges principals, 223 estaven ocupats pels seus propietaris, 36 estaven llogats i ocupats pels llogaters i 1 estava cedit a títol gratuït; 2 tenien una cambra, 4 en tenien dues, 23 en tenien tres, 122 en tenien quatre i 109 en tenien cinc o més. 224 habitatges disposaven pel capbaix d'una plaça de pàrquing. A 76 habitatges hi havia un automòbil i a 169 n'hi havia dos o més.

### Piràmide de població
La piràmide de població per edats i sexe el 2009 era:
| Homes | Edats   | Dones |
| ----- | ------- | ----- |
| 0     | 95 o +  | 0     |
| 0     | 90 a 94 | 8     |
| 0     | 85 a 89 | 0     |
| 0     | 80 a 84 | 4     |
| 8     | 75 a 79 | 4     |
| 12    | 70 a 74 | 4     |
| 8     | 65 a 69 | 4     |
| 12    | 60 a 64 | 4     |
| 8     | 55 a 59 | 16    |
| 36    | 50 a 54 | 16    |
| 24    | 45 a 49 | 20    |
| 16    | 40 a 44 | 20    |
| 12    | 35 a 39 | 28    |
| 20    | 30 a 34 | 20    |
| 16    | 25 a 29 | 36    |
| 12    | 20 a 24 | 8     |
| 44    | 15 a 19 | 4     |
| 12    | 10 a 14 | 32    |
| 12    | 5 a 9   | 8     |
| 12    | 0 a 4   | 12    |

## Economia
El 2007 la població en edat de treballar era de 475 persones, 365 eren actives i 110 eren inactives. De les 365 persones actives 343 estaven ocupades (179 homes i 164 dones) i 22 estaven aturades (8 homes i 14 dones). De les 110 persones inactives 46 estaven jubilades, 28 estaven estudiant i 36 estaven classificades com a «altres inactius».

### Ingressos
El 2009 a Bouzel hi havia 267 unitats fiscals que integraven 697,5 persones, la mediana anual d'ingressos fiscals per persona era de 19.556 €.

### Activitats econòmiques
Dels 20 establiments que hi havia el 2007, 3 eren d'empreses alimentàries, 1 d'una empresa de fabricació d'altres productes industrials, 5 d'empreses de construcció, 2 d'empreses de comerç i reparació d'automòbils, 2 d'empreses de transport, 2 d'empreses d'hostatgeria i restauració, 1 d'una empresa financera, 1 d'una empresa immobiliària, 1 d'una empresa de serveis, 1 d'una entitat de l'administració pública i 1 d'una empresa classificada com a «altres activitats de serveis».
Dels 5 establiments de servei als particulars que hi havia el 2009, 1 era un paleta, 1 fusteria, 1 lampisteria, 1 perruqueria i 1 restaurant.
Els 3 establiments comercials que hi havia el 2009 eren fleques.
L'any 2000 a Bouzel hi havia 13 explotacions agrícoles que ocupaven un total de 441 hectàrees.

## Equipaments sanitaris i escolars
El 2009 hi havia una escola elemental integrada dins d'un grup escolar amb les comunes properes formant una escola dispersa.

## Poblacions més properes
El següent diagrama mostra les poblacions més properes.